# Dichotomius haroldi
Dichotomius haroldi är en skalbaggsart som beskrevs av Waterhouse 1891. Dichotomius haroldi ingår i släktet Dichotomius och familjen bladhorningar. Inga underarter finns listade i Catalogue of Life.